# Корякская письменность
Корякская письменность — письменность, используемая для записи корякского языка. За время своего существования функционировала на разных графических основах и неоднократно реформировалась. В настоящее время корякская письменность функционирует на кириллице. В истории корякской письменности выделяется 3 этапа:
- до начала 1930-х годов — дописьменный период;
- 1931—1937 годы — письменность на латинской основе;
- с 1937 года — письменность на основе кириллицы.

## Дописьменный период
До начала XX века коряки пользовались зачатками картинного письма. Охотники и старейшины с помощью условных знаков записывали вид и количество добычи, купленные товары, расчёты с коллегами. Помимо знаков для обозначения отдельных предметов (шкурки, пачки табака, рукавицы и проч.), существовали знаки для обозначения чисел. Единицы обозначались знаком |, десятки — Х, сотни — ⃝, тысячи — ⊗. Такая система знаков позволяла записывать достаточно сложные сообщения. Так, по сведениям С. Н. Стебницкого в 1927 году неграмотный председатель сельсовета из села Апука составил с помощью картинного письма следующее сообщение: «Через 2 дня придёт пароход. К приходу парохода на устье должны прибыть 5 человек на байдаре».

## Латиница
В 1931 году в ходе кампании по созданию письменности для народов Крайнего Севера и Дальнего Востока СССР С. Н. Стебницким был разработан корякский алфавит на латинской основе. По первоначальному проекту он должен был включать буквы A a, Ç ç, E e, Ə ə, F f, G g, Ꜧ ꜧ, I i, J j, K k, L l, M m, N n, Ŋ ŋ, O o, P p, Q q, R r, S s, T t, U u, V v, W w, X x, Ь ь. Однако окончательно алфавит был утверждён в следующем виде:
| A a | B b | C c | D d | E e | F f | G g | H h | I i | Ь ь |
| J j | K k | L l | M m | N n | Ņ ņ | Ŋ ŋ | O o | P p | Q q |
| R r | S s | T t | Ţ ţ | U u | V v | W w | Z z |     |     |

Запятая под буквой означала палатализацию. Буквы B b и D d были введены для написания заимствований из русского языка. Основой литературного корякского языка был выбран чавчувенский диалект, на котором говорило около 50 % всех коряков. Уже в 1931 году на корякском языке была написана первая книга — рукописный букварь, составленный учителями Пенжинской культбазы. В его основу был положен паланский диалект. В 1932 году увидела свет и первая печатная книга на корякском языке — букварь «Jissa-kalikal» (Красная грамота).
За годы существования корякского латинизированного алфавита в него были внесены некоторые изменения. Так, уже в первом букваре присутствовала буква Ә ә; вместо буквы C c была использована буква Є є, но вскоре она была официально заменена на C c. Позднее в алфавит была введена буква Ļ ļ.

## Кириллица
В 1937 году корякский алфавит, как и алфавиты других народов Крайнего Севера и Дальнего Востока СССР, был официально переведён на кириллическую основу. Первоначально он включал все буквы русского алфавита, а также буквы К’ к’ и Н’ н’. Уже с 1938 года буква К’ к’ перестала включаться в алфавит.. Этот алфавит действовал до начала 1950-х годов.
В 1950-е годы в корякский алфавит был внесён ряд изменений — он дополнился буквами В’ в’, Г’ г’, Ӄ ӄ, а буква Н’ н’ была заменена на Ӈ ӈ. Буква В’ в’ обозначает губно-губное [в], Г’ г’ — фарингально-щелевое [г], Ӄ ӄ — увулярное [к], Ӈ ӈ — заднеязычное [н]. Буквы Б б, Ж ж, З з, Р р, С с, Ф ф, Х х, Ш ш, Щ щ встречаются только в заимствованиях (однако звуки [р] и [с] имеются в алюторском, карагинском и паланском диалектах, а [ф] — в карагинском диалекте).
В настоящее время алфавит корякского языка имеет следующий вид:
| А а | Б б | В в | В’ в’ | Г г | Г’ г’ | Д д | Е е | Ё ё | Ж ж |
| З з | И и | Й й | К к   | Ӄ ӄ | Л л   | М м | Н н | Ӈ ӈ | О о |
| П п | Р р | С с | Т т   | У у | Ф ф   | Х х | Ц ц | Ч ч | Ш ш |
| Щ щ | ъ   | Ы ы | ь     | Э э | Ю ю   | Я я |     |     |     |

## Письменность алюторского языка
Алюторский язык долгое время считался диалектом корякского языка. Отдельным языком ряд исследователей стал считать его только в 1960-е годы, но и сейчас его часто называют одним из диалектов корякского. С 1930-х годов в алюторских селениях велось преподавание корякского литературного языка, который алюторцы зачастую воспринимали как «иностранный». В середине XX века на алюторском языке был написан ряд произведений, но все они были изданы в переводе на чавчувенский диалект. Лишь в 1993 году увидела свет первая книга на алюторском языке — сборник сказок К. Килпалина. Спорадически в Олюторской районной газете в 1930-60-е годы также публиковались отдельные статьи на алюторском. В этих изданиях использовалась графика корякского литературного языка.
Собственно алюторский алфавит появился в начале 2010-х годов и нашёл применение на страницах газеты «Абориген Камчатки», где регулярно публикуется алюторская страничка «Мурғин аӈинмәсъатғәрӈән». Алюторский алфавит содержит все буквы корякского алфавита, а также знаки Ғ ғ и Ә ә.

## Таблица соответствия алфавитов
| Кириллица | Латиница | Кириллица | Латиница | Кириллица | Латиница | Кириллица | Латиница | Кириллица | Латиница |
| --------- | -------- | --------- | -------- | --------- | -------- | --------- | -------- | --------- | -------- |
| А а       | A a      | Ё ё       | -        | (Ль ль)   | Ļ ļ      | С с       | S s      | Ш ш       | -        |
| Б б       | В в      | Ж ж       | -        | М м       | M m      | Т т       | T t      | Щ щ       | -        |
| В в       | V v      | З з       | Z z      | Н н       | N n      | (Ть ть)   | Ț ț      | Ъ ъ       | ’        |
| В’ в’     | W w      | И и       | I i      | (Нь нь)   | Ņ ņ      | У у       | U u      | Ы ы       | Ь ь, Ә ә |
| Г г       | -        | Й й       | J j      | Ӈ ӈ       | Ŋ ŋ      | Ф ф       | F f      | Ь ь       | -        |
| Г’ г’     | G g      | К к       | K k      | О о       | O o      | Х х       | H h      | Э э       | E e      |
| Д д       | D d      | Ӄ ӄ       | Q q      | П п       | P p      | Ц ц       | -        | Ю ю       | -        |
| Е е       | -        | Л л       | L l      | Р р       | R r      | Ч ч       | C c, Є є | Я я       | -        |